# Кильдибек
Кильдибек (? — 1362) — хан Золотой Орды с октября 1361 до сентября 1362 года.
Происхождение этого хана вызывает много вопросов. Человек с таким именем был сыном Иринбека и внуком Узбек-хана. Однако, по всей вероятности, он погиб во время резни близких родственников, устроенной сразу после прихода к власти другим внуком Узбек-хана ханом Бердибеком. Бердибек, сын хана Джанибека приходился Кильдибеку двоюродным братом. Поэтому многие склонны считать хана Кильдибека самозванцем. Кроме того, сам он называл себя не сыном Иринбека, а сыном Джанибека.
В борьбу за престол Кильдибек вступил в момент активации кризиса. После убийства шибанида хана Хызра в августе 1361 года за власть боролись его брат Мюрид и сын Тимур-Ходжа. Тимур-Ходжа получил верховную власть и овладел Сараем, но и Мюрид не был побежден и пребывал в Гюлистане, пригороде Сарая. Одновременно на власть претендовал Орду-Мелик, выходец с востока, потомок Туга-Тимура. Тимур-Ходжа бежал из Сарая, местная знать пыталась поставить у власти её дядю Мюрида, но его опередил Орду-Мелик, который захватил Сарай в сентябре 1361 года удерживал власть около месяца. Пользуясь ослаблением центральной власти заявили о независимости правитель Мохши Тагай, Пулад-Тимур, наместник Волжской Булгарии, претендовал на ханскую власть правитель Хаджи-Тархана (Астрахани) Хаджи-Черкес.

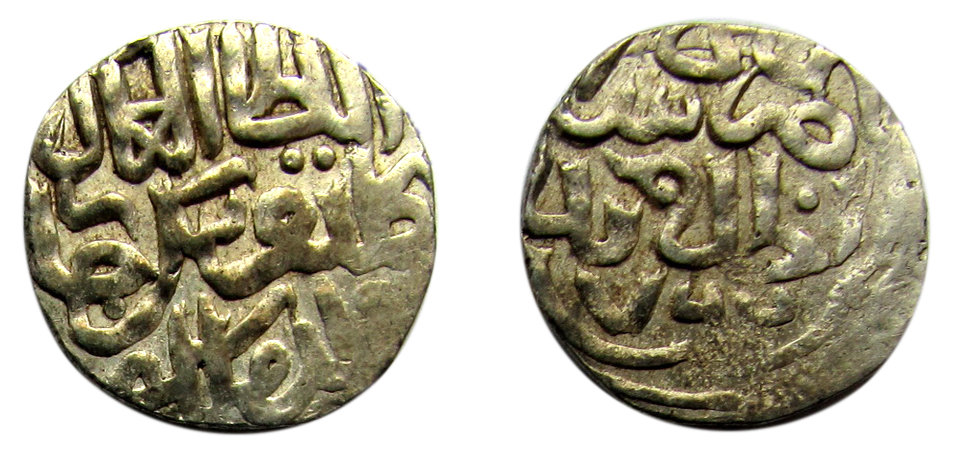
Данг Кильдибека. Чекан города Сарай ал-Джадид 762 г.х.

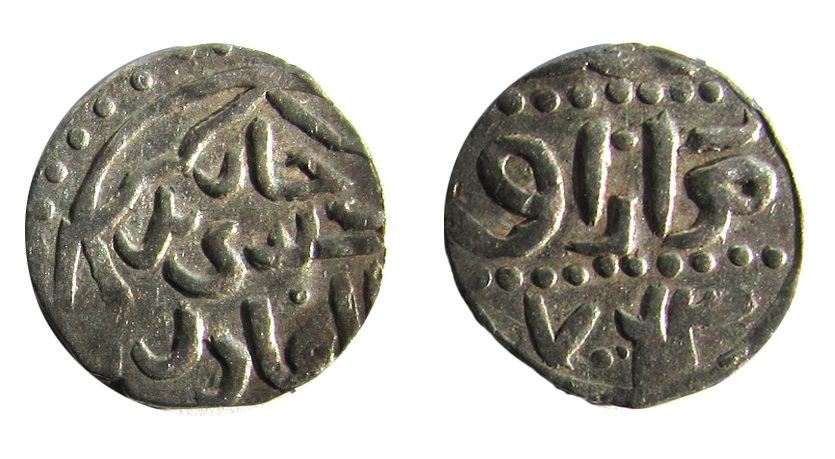
Данг Кильдибека. Чекан города Азак 762 г.х.

Кильдибек пользовался поддержкой эмира Яглы-бая, сына Тоглу-бая из племени бахрин. Интересно, что Тоглу-бай был основным исполнителем репрессий против родственников, учинённых в ханом Бердибеком, тех репрессий, в которых должен был погибнуть подлинный Кильдибек. Бердибек, получив власть, не стал приближать к себе человека, причастного к его злодеянию, а удалил его, назначив наместником в Азове. Его сын Яглы-бай видимо унаследовал у отца эту должность и должен был иметь большое влияние в тех краях.
Кильдибек выступал представителем семейства Бату, единственной легитимной ветви правящего рода Джучидов, и привлек на свою сторону много сторонников из знати. Среди прочих его поддержали правитель Мохши Тагай, который ранее объявлял себя независимым, и Мамай, занимавший должность беклярбека при Бердибеке. Кильдибек опередил Мюрида и раньше его в октябре 1361 года вступил в Сарай, победив и убив Орду-Мелика. Кильдибек распространил власть на обширные территории от Среднего Поволжья до Северного Кавказа, он послал Мамая уничтожить сбежавшего за Волгу Тимура-Ходжу, и Мамай исполнил приказ.
После прихода к власти Кильдибек начал репрессии против столичной знати. Исследователи считают, что он хотел уничтожить людей, лично знакомых с членами ханского семейства, которые могли разоблачить его самозванство. Он вызывал многих эмиров к себе в ставку и казнил их, среди прочих были убиты бывший беклярбек Могул-Буга, бывший везир Сарай-Тимур, хорезмский улус-бек Нангудай и др. Столичная аристократия стала склоняться на сторону Мюрида. Мюрид в Гюлистане собрал достаточное количество сторонников и в сентябре 1362 года в кровопролитном сражении разгромил Кильдибека, который погиб в бою. По мнению Р. Ю. Почекаева Мюрид, ослабленный сражением не смог захватить власть, которая досталась Хайр-Пуладу, а по мнению А. П. Григорьева Мюрид всё-таки пришёл к власти, а Хайр-Пулад правил позднее.